# Marion Delorme
Marion Delorme és una òpera en quatre actes composta per Amilcare Ponchielli sobre un llibret italià d'Enrico Golisciani, revisat per Antonio Ghislanzoni, i basat en Marion Delorme de Victor Hugo. S'estrenà al Teatro alla Scala de Milà el 17 de març de 1885.
S'estrenà amb un repartiment d'excepció: Romilda Pantaleoni en el paper de Marion, Francesco Tamagno en el de Didier i la direcció d'orquestra de Franco Faccio. És la darrera òpera de Ponchielli. Nou mesos després moriria d'una pneumònia a l'edat de 51 anys.

## Representacions
L'estrena va obtenir un èxit considerable, però va rebre crítiques negatives. Ponchielli, en conseqüència, va decidir tallar uns quants episodis i en va reescriure uns altres, canviant en algun moment fins i tot la dramatúrgia.
Els versos de les peces addicionals van ser escrits per Antonio Ghislanzoni i la nova versió es va representar amb gran èxit al Teatre Gran de Brescia, el 9 d'agost de 1885. En aquesta versió, l'obra va ser publicada per Ricordi per a veu i piano.
Després que Ponchielli fes alguns altres canvis menors a la partitura, va ser representada de nou, poc després de la seva mort a Venècia, Parma, Roma, São Paulo i Rio de Janeiro. Després va desaparèixer gairebé del tot de les cartelleres dels teatres d'òpera, fins que finalment es va interpretar i registrar a Montpeller, el 7 de desembre de 2001, dirigida per Friedemann Layer i Denia Mazzola en el paper principal.
La partitura autògrafa de la versió de Brescia (amb l'escurçament posterior indicat amb creus, quepermeten la lectura del text musical) es conserva a l'Archivio Musicale Ricordi. De la versió original no en resta el llibret imprès.
El compositor Edoardo Perelli (1842-1885), també va escriure una òpera amb el mateix títol.